# Alleen op de wereld (televisieserie)
Alleen op de wereld is een televisieserie uit 2016 geregisseerd door Margien Rogaar, gebaseerd op het gelijknamige boek van Hector Malot.

## Verhaal
Remi is een vondeling en gaat op zoek naar zijn familie. Hij is als baby te vondeling gelegd. Hij wordt door Betty gevonden die hem opvoed als zoon, tot haar man thuiskomt van zee en vindt dat Remi weg moet, want een man in huis is genoeg. Hij dumpt Remi bij een tankstation, alwaar hij gevonden wordt door Vitalis.

## Rolverdeling
| Acteur                     | Personage                | Opmerking |
| -------------------------- | ------------------------ | --------- |
| Julian Ras                 | Remi                     | Hoofdrol  |
| Reis Fernando              | Mattia                   |           |
| Bert Luppes                | Vitalis                  |           |
| Ricky Koole                | Fanny                    |           |
| Koen van der Molen         | Arthur                   |           |
| Nina Min-Lien van Hofsloot | Lise                     |           |
| Frederik Brom              | James                    |           |
| Carola Arons               | Betty Barbarin           |           |
| Sabri Saad El Hamus        | Acquin                   |           |
| Ward Weemhoff              | Priscilla                |           |
| Jeroen de Man              | Pieter Discroll          |           |
| Georgina Verbaan           | Diny Discroll            |           |
| Michiel Nooter             | Politieagent             |           |
| Juda Goslinga              | Jerome Barbarin          |           |
| Loes Schnepper             | Vrouw met Appie en Dolce |           |
| Mara van Vlijmen           | TV Assistent             |           |
| Patrick Stoof              | Slager                   |           |
| Nyncke Beekhuyzen          | Assistent dierenkliniek  |           |
| Martijn Nieuwerf           | Tony                     |           |
| Bert Hana                  | Gemeenteambtenaar        |           |
| Wimie Wilhelm              | Vrouw dierenasiel        |           |
| Bart Klever                | Rechercheur Weilhuizen   |           |
| Iwan Walhain               | Herbergier               |           |
| Ernst ter Linden           | Vader Merel              |           |
| Guido Pollemans            | Pompbediende             |           |
| Martijn Hillenius          | Leraar                   |           |
| Mike Weerts                | Cafebaas                 |           |
| Ferdi Stofmeel             | Karel                    |           |
| Anouk Slootmans            | Fleur                    |           |